# Лісна (притока Ілемки)
Лісна — гірська річка в Україні у Калуському районі Івано-Франківської області. Ліва притока річки Ілемки (басейн Дністра).

## Опис
Довжина річки 6 км, найкоротша відстань між витоком і гирлом — 5,30  км, коефіцієнт звивистості річки — 1,13 . Формується декількома безіменними струмками.

## Розташування
Бере початок на північних схилах гори Горган-Ілемський (1586,9м) (хребет Аршиця). Тече переважно на північний схід поміж горами безіменними і на південно-східній стороні від гори Магура (1156,0 м) впадає у річку Ілемку, ліву притоку річки Чечви.

## Цікаві факти
- На правому березі річки розташоване Урочище Аршиця[4].